# 马庄华严寺
马庄华严寺位于中国陕西省渭南韩城市龙门镇马庄村，已列为全国重点文物保护单位。

## 历史
明清重建，曾是一座小学。

## 建筑
马庄华严寺坐北朝南，现存献殿、正殿及东西厢房。
- 献殿：摆放祭品，面阔三间，进深两间，斗栱五铺作双昂，悬山顶。
- 正殿：面阔三间，斗栱六铺作双昂，悬山顶。
- 东、西厢房：面阔三间，硬山顶。

## 保护
2019年10月16日，马庄华严寺由中华人民共和国国务院公布为第八批全国重点文物保护单位，编号编    号8-0466-3-269。